# Giovanni Montarone
Giovanni Montarone (Milano, 12 luglio 1986) è un attore italiano.

## Biografia
Appassionato di recitazione fin da bambino, dopo il diploma di ragioniere  ottiene la parte di protagonista nel film A due calci dal paradiso (2005) diretto da Fabio Martina. Studia poi in diverse scuole di teatro, frequentando seminari e stage. Interpreta quindi uno dei personaggi principali nella mini fiction Il bivio - Cosa sarebbe successo se..., condotto da Enrico Ruggeri. Prende parte a diversi spot pubblicitari (Alleanza assicurazioni, Croce verde). Inoltre interpreta molti ruoli in spettacoli teatrali messi in scena dal 2006 al 2009. Nel 2010 recita nel film Pipì Room diretto da Jerry Calà.

## Filmografia

### Cinema
- A due calci dal paradiso, regia di Fabio Martina (2005)
- Il marchio, regia di Enore Montini (2008)
- Pipì Room, regia di Jerry Calà (2010)
- Asfalto rosso, regia di Ettore Pasculli (2011)
- Una vita in gioco, regia di Fabio Quatela (2012)

## Teatro
- L'Aida (2006)
- La corte dei miracoli (2008)
- Il prigioniero (2008)
- La Bohème (2008)
- Boris Godunov (2009)